# Wright Flyer

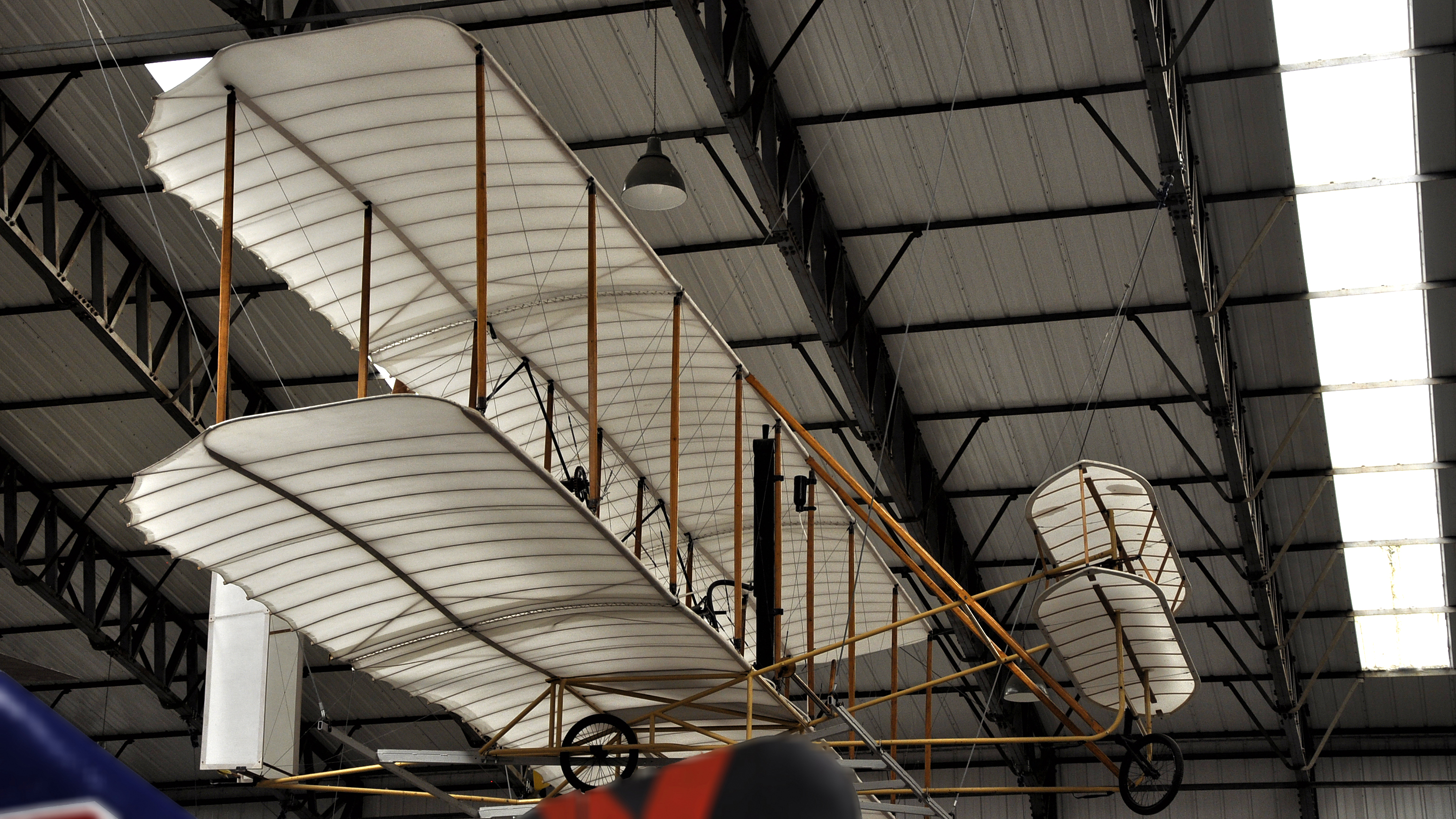
Replica van de Wright Flyer in het Yorkshire Air Museum

De Wright Flyer was het eerste gemotoriseerde vliegtuig dat echt van de grond kwam. Op 17 december 1903 maakten de gebroeders Wright bij het dorp Kitty Hawk, in North Carolina er hun eerste geslaagde vlucht mee. Het vliegtuig was voornamelijk gemaakt van hout, spandraden en doekbespanning. De motor, een viercilinder van 12 pk, werd ontworpen en gemaakt door Charles Taylor.
Het toestel bleef de eerste keer 12 seconden in de lucht en legde een afstand van 120 voet (36,6 meter) af. Later op de dag kwam het vliegtuigje tot 852 voet (260 meter) in 59 seconden. Die 260 meter werden met een gemiddelde snelheid van bijna 16 km/u afgelegd.

## Ontwikkeling en historie

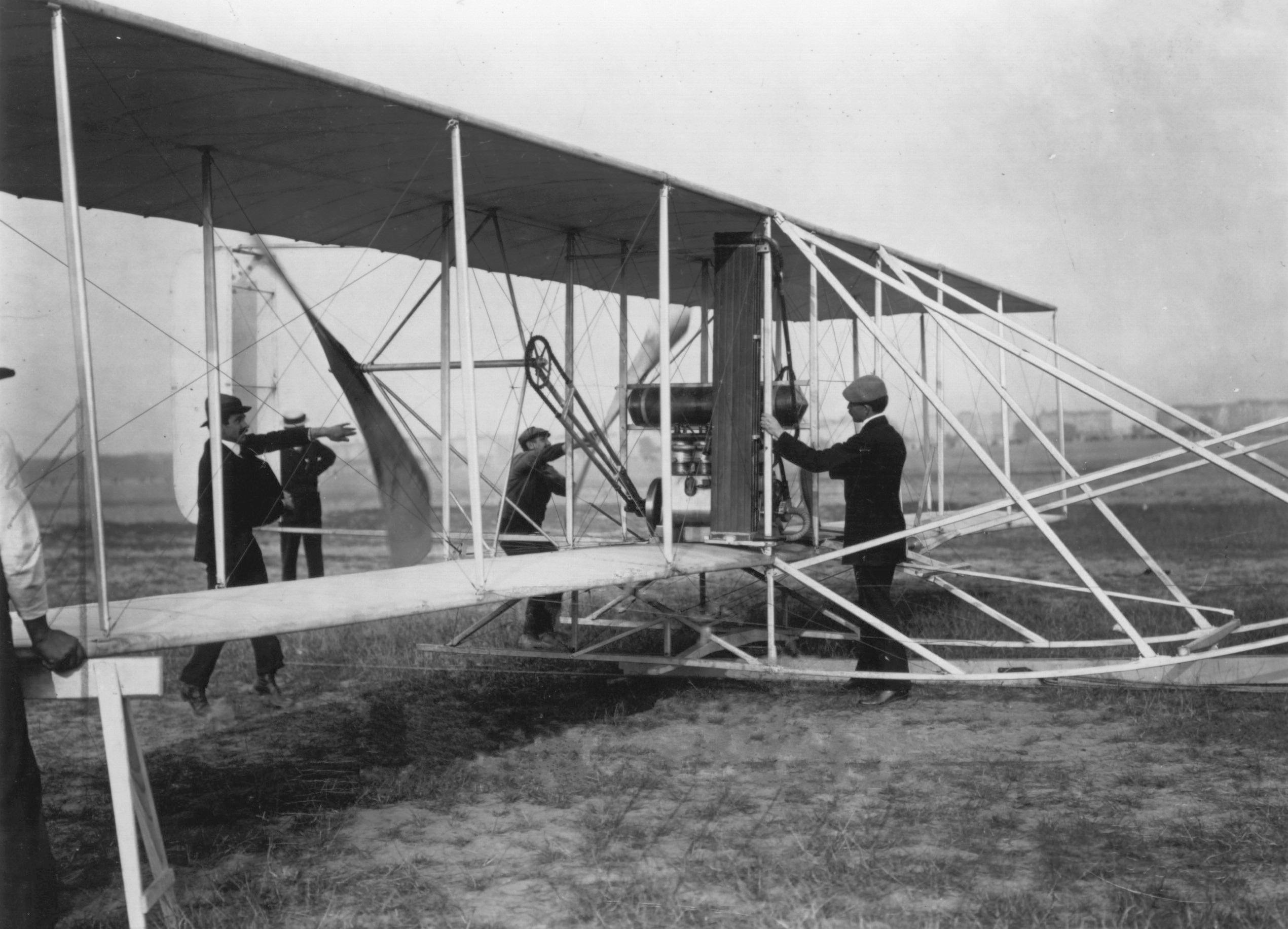
Latere versie van de Flyer op vliegveld Tempelhof in Berlijn (1909)

Na tussen 1900 en 1903 eerst proeven te hebben gedaan met zweefvliegtuigen, maakten de gebroeders Wright in 1903 hun beroemde eerste gemotoriseerde vlucht. De twee luchtvaartpioniers gingen systematisch te werk door steeds weer een klein gedeelte te verbeteren aan hun ontwerp. Voordat een nieuw ontwerp in de praktijk werd getest deden ze bovendien eerst experimenten in een windtunnel.
Het ontwerp van de Wright Flyer was van het canardtype, dus met het stabilo vóór de dubbele hoofdvleugel. Moderne canardvliegtuigen vliegen uitstekend, maar in 1903 stond de kennis over dit vliegtuigtype nog in de kinderschoenen. De keuze voor een canard maakte de Wright Flyer lastig te besturen om de dwarsas. De besturing om de lengte-as gebeurde door torderen van de vleugels, hoewel het principe van rolroeren al bekend was: in 1900 was het de Fransman Henri Farman die deze voor het eerst toepaste. Om een gecoördineerde bocht te kunnen maken was er een dubbel richtingroer achter de vleugels. De Flyer werd voortgedreven door een speciaal ontwikkelde 12 pk viercilinder watergekoelde lijnmotor, die via kettingen twee contraroterende duwpropellers aandreef. Zowel de plaats van de piloot als de motor waren uit het midden (naast elkaar) om het zwaartepunt op de juiste plaats te houden.
Het ontwerp van de Flyer heeft grote invloed gehad op andere luchtvaartpioniers zoals Gabriel Voisin, Henri Farman en Glenn Curtiss, van wie hun eerste toestellen sterk leken op de Flyer. De gebroeders Wright hadden een aantal Amerikaanse patenten op het gebied van aerodynamische besturing op hun naam staan. Dit gegeven zorgde ervoor dat de Amerikaanse vliegtuigindustrie in de beginfase sterk werd geremd, vergeleken met de opkomst van vliegtuigfabrikanten in Europa die minder geraakt werden door juridische procedures. Bij hun entree op het strijdtoneel van de Eerste Wereldoorlog in 1917 waren de Amerikanen dan ook aangewezen op de levering van Franse en Britse oorlogsvliegtuigen.
Van de Wright Flyer bestaan veel replica's die staan tentoongesteld in luchtvaartmusea overal ter wereld. Het originele vliegtuig uit 1903 is onderdeel van de expositie The Wright Brothers & The Invention of the Aerial Age in het National Air and Space Museum in Washington, DC.

## Specificaties
- Type: Wright Flyer

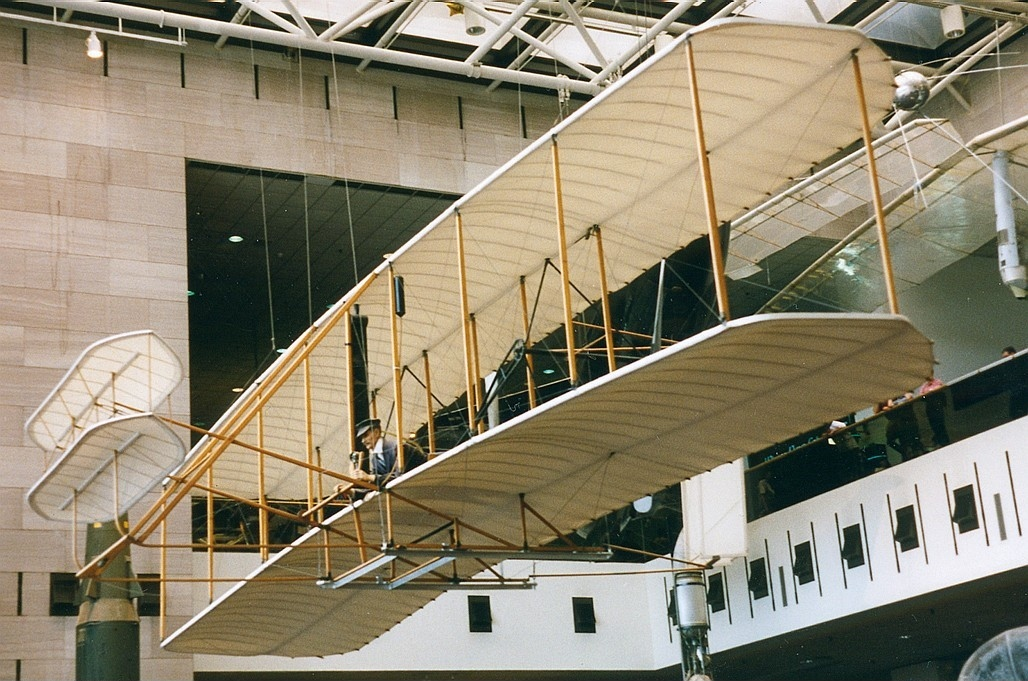
Gerestaureerde originele Wright Flyer in het Smithsonian museum in Washington

- Rol: Experimenteel dubbeldekker canardvliegtuig
- Lengte: 6,4 m
- Spanwijdte: 12,3 m
- Hoogte vleugels: 2,5 m
- Hoogte propellers: 2,8 m
- Koorde: 2 m
- Vleugeloppervlak: 47 m²
- Stijghoek: 2 tot 25 graden
- Leeggewicht: 274 kg
- Motorgewicht: 69 kg
- Gewicht van Orville Wright: 65,8 kg
- Motor: Taylor viercilinder watergekoelde lijnmotor, 12 pk (8,9 kW)
- Propellers: 2 × contraroterende Wright "Elliptical", diameter 2,6 m

Prestaties
- Maximumsnelheid: 48 km/h
- Plafond: 9,1 m
- Vleugelbelasting: 6,4 kg/m²